# Isaurus
Isaurus is een geslacht van neteldieren uit de klasse van de Anthozoa (bloemdieren).

## Soorten
- Isaurus cliftoni Gray, 1867
- Isaurus maculatus Muirhead & Ryland, 1985
- Isaurus tuberculatus Gray, 1828